# Sandviken, Vasa

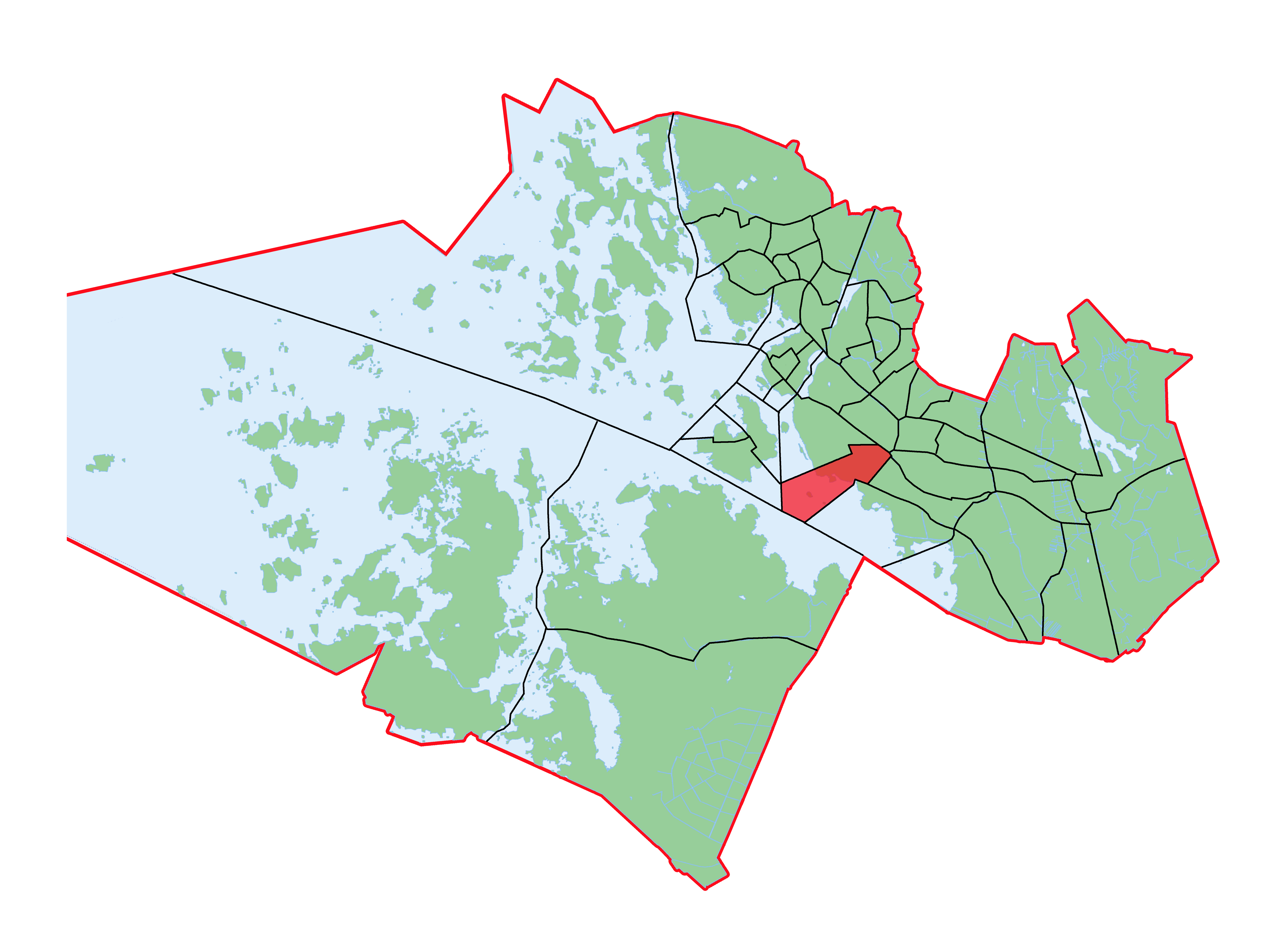
Stadsdelen Sandviken i Vasa.

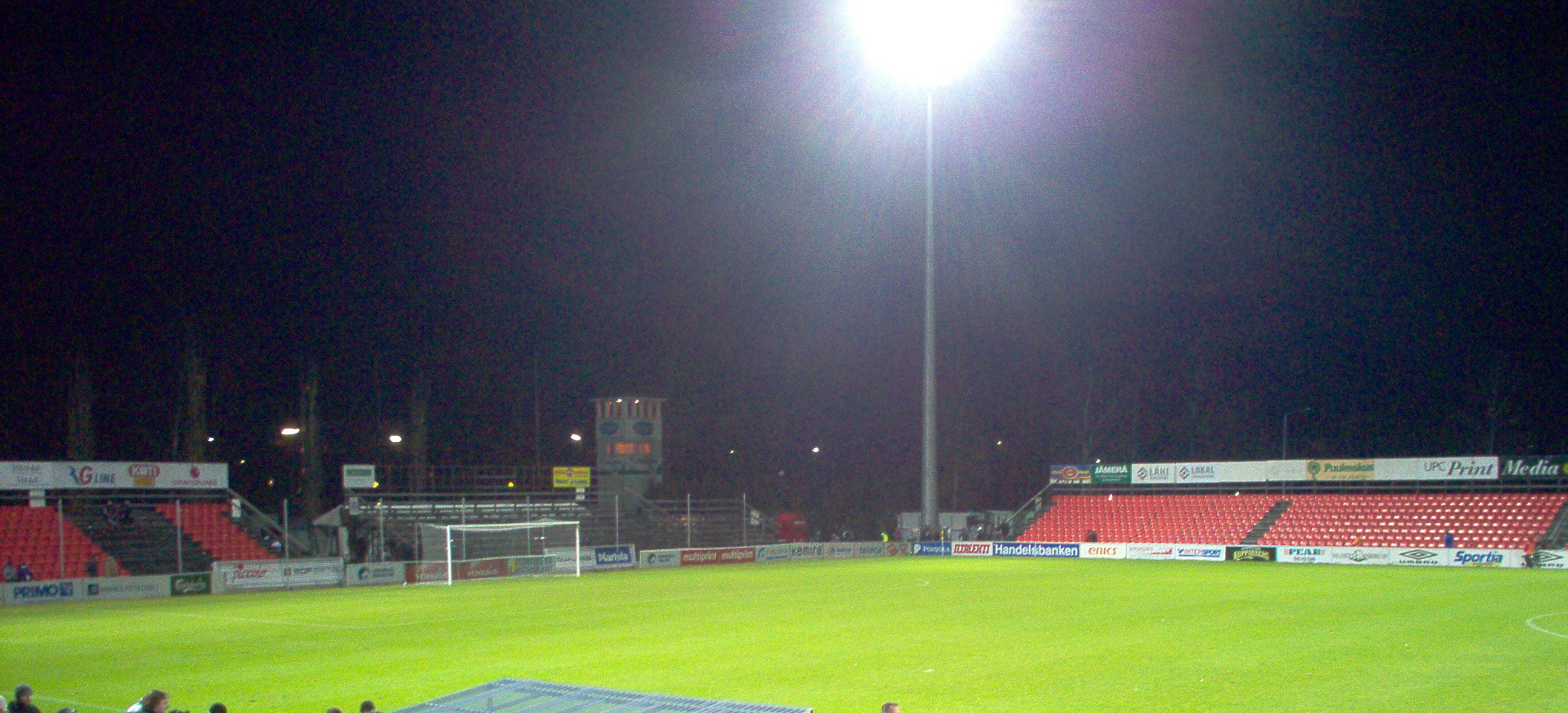
Sandvikens fotbollsstadion 2007.

Sandviken (fi. Hietalahti) är en stadsdel i Vasa stad cirka en kilometer från centrum. I Sandviken finns flera sportanläggningar, bland andra Sandvikens fotbollsstadion, simhall, friidrottsstadion Karlsplan, Tennis-Center och andra fotbollsplaner.